# Roel en zijn beestenboel
Roel en zijn beestenboel is een Nederlandse stripreeks, gemaakt door Gerrit de Jager en Wim Stevenhagen, bekend als het duo Prutswerk. Tijdens het ontstaan van de strip (Amsterdam, 1973) heeft Wim Schaasberg als scenarioschrijver het duo geassisteerd. Vanaf 1984 werd de strip alleen nog door De Jager gemaakt.

## Publicatiegeschiedenis
Er zijn twee series van de strip gemaakt. De eerste uit de jaren tachtig werd gepubliceerd in het jeugdblad Jippo. Van deze serie zijn vier albums verschenen. Het vijfde verhaal, waarin Roel en zijn beestenboel op de kat van de buurman moeten passen, is nooit in albumvorm verschenen, maar dit verhaal werd hertekend en in de tweede serie als album 2 (Kattenbakken) opgenomen. De eerste versie van dit verhaal speelde zich af in de flat, maar in de tweede versie werd hetzelfde verhaal gesitueerd in het vegetarische restaurant (zie bij tweede reeks), waarvan het tweede album werd gemaakt.
De tweede reeks werd voorgepubliceerd in de stripbladen Robbedoes en Sjors en Sjimmie Stripblad. De serie is ook in het Frans verschenen (Aristote et ses potes).

## Verhaal

### Eerste reeks
De stripreeks gaat over Roel, een jongen die het boerenleven achter zich heeft gelaten en de stad intrekt. Omdat hij geen afscheid kan nemen van de dieren van de boerderij, besluit hij om ze mee te nemen. De dieren vertonen allemaal erg menselijke eigenschappen. Zo kunnen ze allemaal praten, lopen ze op twee poten en dragen ze kleren.
Naast de beestenboel nam Roel in de eerste serie ook nog een logee in huis, die Bokkie nog van de boerderij heeft gekend, genaamd Jan-Willem. Jan-Willem is een zwijgzaam personage, waarmee Bokkie vaak rondom de flats voetbalt of andere dingen onderneemt.

### Tweede reeks
In de tweede reeks gaat Gerrit de Jager opnieuw weer uit van een jongen die met zijn beestenbende naar de stad verhuist. In album 0 gaat Roel op een appartement wonen, maar omdat de huisbaas geen huisdieren toelaat, heeft hij de grootste moeite om zijn dieren te verbergen. In album 1 huurt Roel samen met zijn dieren een huis en maakt er een vegetarisch restaurant van. Gezien het feit dat zijn vrienden allemaal dieren zijn, willen ze niet dat er dieren worden geserveerd op het menu.

## Personages

### Hoofdpersonages
- Roel: De jongen om wie het eigenlijk draait. Hij heeft grote moeite om zijn beestenboel in het gareel te houden, vooral met Bokkie ligt hij voortdurend in de clinch. In de eerste serie wordt hij aanbeden door het buurmeisje, een meisje met lang zwart haar met vlechten, een bril en vooruitstekende tanden, maar Roel, een serieuze koude kikker als hij is, doet net of hij het niet ziet. In de tweede serie is hij de kok van het restaurant.
- Bokkie: Een bok. Hij denkt alles beter te weten en wil alles te professioneel aanpakken. In de eerste serie wil hij van alles uitproberen. Zo doet hij een poging om het tafeltennissen onder de knie te krijgen (dit fenomeen keert ook weer terug in album 0 van de tweede reeks), start hij samen met Jan-Willem een koeriersdienst en probeert hij het duiken onder de knie te krijgen. Dit gaat zelfs zover dat zij schipbreuk lijden in album 4 (eerste reeks). Dit alles deert Bokkie niets, waar hij ook gaat of staat, Bokkie heeft zijn duikplank altijd bij zich, net zo lang hij het duiken onder de knie heeft. Als ze het restaurant hebben is hij er niet verlegen om, om het halve restaurant open te breken om zijn plannen uit te voeren. In album 1 van de tweede serie doet hij de garderobe van het restaurant, in album 3 neemt hij de Fast Food voor zijn rekening en in album vier houdt hij het terras open.
- Ben: Een varken. In de eerste vier albums van de eerste serie en in album 0 van de tweede serie gaat hij gekleed in een oranje overhemd en tuinbroek, maar halverwege album 1 van de tweede reeks krijgt hij als ober van het vegetarische restaurant zijnde zijn zwarte obertenue. Hij krijgt regelmatig ruzie met Bokkie, omdat deze hem steeds in de weg loopt. Aan het einde van album vier van de tweede serie trouwt hij met Hennie.
- Emmy: Een koe. Zij doet eerst samen met Ben de bediening in het restaurant, maar wordt vanaf album vier stationschef als er besloten wordt om TGV-rails vlak naast het restaurant te leggen.
- Ronald: Een eend. In album 3 van de eerste serie (Knoeiboel), waarin hij Bokkie duikles geeft, wordt hij Ronald genoemd. Meestal houdt hij zich op de achtergrond, behalve als er een mooie vrouw verschijnt. In album 4 van de eerste serie, waarin Roel en zijn beestenboel zich als verstekelingen op een boot bevinden, denkt de bootsman met Donald Duck van doen te hebben, als Ronald een matrozenpak aanheeft. In de tweede serie doet hij samen met Hennie de afwas in het restaurant.
- Hennie: Een kip. Net zoals de eend eerder op de achtergrond. Ze trouwt met Ben in album vier (tweede reeks). Samen met de eend doet ze de afwas in het restaurant.
- Jan-Willem: De zwijgzame jongen, die alleen in de eerste reeks voorkomt. Hij vertoeft vaak op de bank met een aansteker in zijn hand. Hij schijnt verborgen talenten te hebben, waardoor de meisjes van de flat als een blok voor hem vallen.

### Nevenpersonages
- De huisbaas van de flat (album 0, tweede serie): De huisbaas duldt absoluut geen huisdieren in de flat en doet er alles aan om dit te voorkomen. Poortjes met sensoren en slagbomen en camera-circuits, niets is hem te dol. Vreemd genoeg schijnt hij geen aanleg te hebben om dieren feilloos te herkennen. Als hij bijvoorbeeld Ed het Paard met louter een stropdas om ziet, dan denkt hij dat dit een keurig heerschap is.
- De huisbaas van het huis (vanaf album 1, tweede serie): De huisbaas doet verscheidene pogingen om Roel en zijn beestenboel mede te delen dat het verboden is een restaurant in het huis dat hij aan hen verhuurt te drijven. Hiervoor krijgt hij echter nooit de kans, omdat hij bij binnenkomst door Bokkie, op dat moment chef garderobe, hardhandig uit zijn jas (en vaak ook overige kleding) wordt geholpen.
- De huisbazin, de vrouw van de huisbaas van het huis: De vrouw van de huisbaas probeert haar man aan te moedigen om Roel en zijn beestenboel uit huis te zetten. Op den duur is haar man hier niet zo gecharmeerd meer van.
- De neefjes van Bokkie: Op de laatste pagina van album 1 (tweede reeks) zijn de oomzeggertjes van Bokkie voor het eerst te zien, alhoewel ze dan met zijn drieën zijn. In album 6 komen ze met zijn zevenen in het vegetarische restaurant logeren. Ze worden regelmatig belaagd door de grote boze wolf.
- De kat: In album 4 (tweede reeks) krijgt Bokkie assistentie van een kat om het terras van het restaurant draaiende te houden.
- Ed: Een paard, gebaseerd op Mister Ed, het sprekende paard, ofschoon Ed juist niet kan praten. Hij is eigenlijk ook een van de dieren van de boerderij, maar verschijnt alleen op het einde van album 0 en het begin van album 1. De huisbaas ziet hem als de leider van de groep, omdat Ed een driedelig kostuum draagt. Na drie pagina's verdwijnt hij vervolgens en wordt er nooit meer over hem gesproken.
- Julio: Een stier en de neef van Emmy de Koe. Hij komt in album 5 van de tweede serie ten tonele en hij zal voortaan het oude tenue van Ben de Big dragen. Julio is zeer overgevoelig voor de kleur rood, vanwege zijn verleden met de stierengevechten waarvoor hij gevlucht is.

## Jan-Willem weet raad
In 1983 verscheen er in de Jippo een rubriek in stripvorm onder de naam Jan-Willem weet raad. Voor deze rubriek konden lezers al hun problemen kwijt aan Jan-Willem. Hij werd hierin op "deskundige" wijze bijgestaan door Bokkie. Feitelijk kwam het erop neer dat Bokkie de problemen voorlas en ook een oplossing aandroeg, terwijl Jan-Willem het hele gebeuren zwijgzaam gadesloeg.

## Spin-offs
Na de reeks Roel en zijn beestenboel verscheen er nog een stripreeks onder de naam Bokkies voor Bokkies, waarin Bokkie het televisiestation BOK 7 opricht. De verhalen in deze bundel werden eerder gepubliceerd in TV Studio en de Mikro Gids, de programmabladen van de KRO.
Voor het blad Robbedoes tekende Gerrit de Jager ook nog de series Uit de verhalentrommel van Oom Bokkie en Oom Bokkies kookstrook.

## Trivia
- In het allereerste album van Roel en zijn beestenboel is op de eerste pagina ook nog een glimp van Roels vader te zien. Bovendien wordt ook één keer zijn moeder genoemd. Dat betekent dat Roel met zijn ouders in de stad is komen wonen, al blijven zijn ouders buiten beeld en wordt er ook nooit over hen gesproken.
- In de eerste serie neemt Roel zijn beestenboel mee naar school, in de tweede serie in album 0 gaat Roel alleen naar school. De beestenboel is bezig met de koeriersdienst "De bokfiets".
- In album 2 van de eerste reeks (Schieten bokken) voeren zowel Roel als Bokkie een gesprek per telefoon met Jan-Willem, hoewel laatstgenoemde altijd zwijgt als hij zichtbaar in beeld is.
- Zowel de ouders als de huisdieren van Jan-Willem lijken als twee druppels water op Jan-Willem.
- In album 4 van de eerste reeks (Kouwe drukte) schijnt het schip M.S. Fabiola twee kapiteins te hebben.
- In de tweede serie duiken ook regelmatig personages van de stripserie De familie Doorzon op. Zo staat John Doorzon bekend als de man die altijd vlees wil.
- De huisbaas van het huis schijnt verschillende voornamen te hebben. Zo noemt zijn vrouw in album 1 hem de ene keer Wilfred en de andere keer Philip.